# زيزي جامبوا
خوسي أوغستو أوكتافيو جامبوا دوس باسوس (بالبرتغالية: José Augusto Octávio Gamboa dos Passos‏) ويُعرف أكثر باسمِ زيزي جامبوا (بالبرتغالية: Zézé Gamboa‏) هو مخرج أفلام أنغولي من مواليد 1955.

## الحياة المبكّرة والتعليم
وُلد زيزي غامبوا في لواندا عام 1955، وبدأ العمل كمنتج إخباري في التلفزيون الأنغولي في أيار/مايو 1974. سافر بحلول عام 1980 إلى أوروبا حيث أمضى تسع سنوات في العاصمة الفرنسية باريس وسبع سنوات أخرى في بلجيكا قبل أن يستقرَّ في النهاية في لشبونة.

## المسيرة المهنيّة
بدأ جامبوا إخراج وصناعة الأفلام من خلال إنتاج أفلام وثائقية، حيثُ عمل في البداية في فيلم أرضٌ أجنبية (بالإنجليزية: Foreign Land)‏ الذي صدر عام 1995 للمخرج والتر ساليس، كما عمل في فيلم ويل نيبوموسينو (بالبرتغالية: Will Napomuceno‏) الذي صدر عام 1997 للمخرج فرانسيسكو مانسو والمقتبسِ من رواية جيرمانو ألميدا الوصية الأخيرة ووصايا سنهور دا سيلفا أراوجو (بالإنجليزية: The Last Will and Testament of Senhor da Silva Araújo)‏.
يروي فيلمُ البطل الذي صدر عام 2004 قصة رجلٍ يحاول استعادة طرفه الاصطناعي المسروق في أنغولا التي تُحاول هي الأخرى إعادة بناء نفسها بعد الحرب الأهلية. حصل الفيلمُ على جائزة لجنة التحكيم للسينما العالمية في مهرجان صندانس السينمائي عام 2005.
وصف الناقد أوليفييه بارليت عمل جامبوا كيلابي العظيم الذي صدر عام 2012: «فيلم سيرة ذاتية هزلي عن محتال محترف يعيشُ في أنجولا في سبعينيات القرن الماضي ... استخدم زيزي جامبوا المهزلة للكشف عن المدى الذي حملت به تناقضات المستعمرة بذور إنهاء الاستعمار.»

## قائمة أعماله
| السنة | العنوان                   | العنوان الأصلي            | ملاحظات         |
| ----- | ------------------------- | ------------------------- | --------------- |
| 1991  | موبيوبيو: سوبرو دي أنغولا | Mopiopio, Sopro de Angola | فيلم وثائقيّ     |
| 1993  | ديساسوسيجو دي بيسوا       | Desassossego de Pessoa    | فيلم وثائقي     |
| 1998  | ديسيدينسيا                | Dessidência               | فيلم وثائقي     |
| 2004  | البطل                     | O Herói                   | فيلم روائي طويل |
| 2012  | كيلابي العظيم             | O Grande Kilapy           | فيلم روائي طويل |